# Simulamerelina caribaea
Simulamerelina caribaea is een slakkensoort uit de familie van de drijfhorens (Rissoidae). De wetenschappelijke naam van de soort werd, als Rissoa caribaea, in 1842 voor het eerst geldig gepubliceerd door Alcide d'Orbigny.